# ディオン・コールズ
ディオン・クールズ（Dion Cools、1996年6月4日 - ）は、マレーシア・サラワク州クチン出身のプロサッカー選手。Jリーグ・セレッソ大阪所属。ポジションはディフェンダー（DF）。マレーシア代表。
Jリーグでの登録名は「ディオン・クールズ」。

## 経歴
ベルギー人の父と中国系マレーシア人の母の間にマレーシアで生まれ、幼い頃にベルギーに移り住んだ。
9歳の時にテンポ・オーファーアイセでサッカーを始めた。その後、OHルーヴェンのユースを経てRSCアンデルレヒトのユースに所属、その後再びOHルーヴェンのユースに移籍した。
彼が学修を終えたため、2014年7月にはOHルーヴェンとプロ契約を結んだ。
2015年6月23日、クラブ・ブルッヘに移籍し、4年契約を結んだ。
2020年1月31日、3年契約でデンマーク・スーペルリーガのFCミッティランに移籍。
2022年9月12日、出場機会を求め、短期契約でFKバウミト・ヤブロネツに移籍した。
2023年1月3日、タイ・リーグ1のブリーラム・ユナイテッドFCにフリー移籍し、１年半契約を結んだ。

## 代表歴
UEFA U-19欧州選手権の2015年大会予選にベルギーU-19代表として招集された。
U-21までベルギー代表だった。
2021年6月1日、2022 FIFAワールドカップおよびAFCアジアカップ2023 (予選)のアラブ首長国連邦との試合に向けたマレーシア代表26人の新メンバーとして発表された。 
2021年6月3日、UAEに4-0で敗れた試合でマレーシア代表としてデビューした。

## タイトル
クラブ・ブルッヘ
- ジュピラー・プロ・リーグ:2015-16,2017-18
- ベルギー・スーパーカップ:2016,2018

FCミッティラン
- デンマーク・スーペルリーガ:2019–20